# Chiến tranh Tây Sơn – Chúa Nguyễn (1771–1785)
Chiến tranh Tây Sơn – Chúa Nguyễn (1771–1785) là giai đoạn đầu của cuộc chiến tranh Tây Sơn – Chúa Nguyễn. Cuộc chiến tranh này bắt đầu khi các lực lượng nổi dậy của 3 anh em Tây Sơn là Nguyễn Nhạc, Nguyễn Lữ, Nguyễn Huệ tấn công chúa Nguyễn cho tới khi Nguyễn Nhạc trở thành vua Thái Đức của nhà Tây Sơn.

## Đàng Trong cuối thế kỷ XVIII
Anh em Tây Sơn vốn người họ Hồ, cháu hậu duệ của Trạng nguyên Hồ Hưng Dật (thế kỷ thứ 10). Ông tổ của Tây Sơn ở huyện Hưng Nguyên, Nghệ An, khoảng nǎm 1653–1657 bị quân của chúa Nguyễn đánh ra Đàng Ngoài bắt đem về cho ở ấp Tây Sơn (nay là An Khê, Hoài Nhơn, Bình Định), từ đó đổi thành họ Nguyễn. Nhà nghiên cứu, thạc sĩ Lê Tiến Công phân tích tập hồi ký của người Anh tên là John Barrow đến Đàng Trong vào năm 1792-1793, cho biết Nguyễn Nhạc là người lớn tuổi nhất trong các anh em Tây Sơn, là thương nhân giàu có buôn bán với Trung Quốc và Nhật Bản. Ý kiến này khác với tư liệu trong nước lâu nay cho là Nguyễn Nhạc là người buôn bán nhỏ. Qua việc đối chiếu với tư liệu nhà Thanh, các nhà nghiên cứu đưa ra giả thuyết cho là nhà Tây Sơn có ít nhất 4 anh em trai, anh đầu là Nguyễn Quang Hoa, có thể do bị chết sớm hoặc vì lý do nào đó không tham gia lãnh đạo phong trào Tây Sơn, nên không được sử sách ghi lại, chỉ sau khi Nguyễn Quang Hiển kê khai lý lịch với quan chức triều Thanh khi đi sứ vào năm 1790 mới được tiết lộ về nhân thân của mình. Lưu trữ ngày 23 tháng 6 năm 2008 tại Wayback Machine
Dưới thời chúa Nguyễn Phúc Thuần (1765–1777) quyền thần Trương Phúc Loan lấn lướt nhà chúa, gây sự bất mãn trong dân chúng.
Nǎm Tân Mão (1771), 3 anh em Tây Sơn nổi dậy với khẩu hiệu chiến lược: "Lật đổ quyền thần Trương Phúc Loan, phò Hoàng tôn Nguyễn Phúc Dương". Quân Tây Sơn thường lấy của cải nhà giàu rồi phân phát cho dân nghèo, do đó được dân chúng các nơi theo về.

## Nguyễn Nhạc tập hợp lực lượng
Trong vùng Trường Sơn – Tây Nguyên còn lưu truyền một truyền thuyết: từ thuở xa xưa, vua Trời có ban cho người hạ giới một thanh gươm thần Pra Khan có thể mang đến hạnh phúc cho loài người. Vua Chân Lạp bắt được vỏ gươm, vua Chăm bắt được lưỡi gươm. Nhưng vì người thiểu số ở trên Cao Nguyên gần trời hơn, nên vua Trời lại giao gươm thần cho vua Lửa. Vì thế, từ người thiểu số, người Chăm đến người Miên đều tôn trọng vua Lửa .
Biết niềm tin thiêng liêng ấy, để thuyết phục các bộ tộc miền núi tham gia quân đội Tây Sơn, Nguyễn Nhạc đã tạo nên câu chuyện khi ông ta lên núi Yên Dương thì bỗng thấy ánh hào quang rực rỡ; càng tới gần, hương càng tỏa bay. Đến nơi, mọi người thấy một thanh gươm sáng bóng, cắm sâu vào tảng đá to. Biết đây là gươm báu trời ban, nhiều người cùng đi với Nguyễn Nhạc lần lượt bước tới, xắn tay, ráng sức mà không ai rút nổi. Cuối cùng, Nguyễn Nhạc ung dung tiến lại gần, đặt bàn tay vào chuôi gươm, nhích nhẹ rút ra dễ dàng trước sự kinh ngạc của mọi người. 
Câu chuyện lan nhanh khắp vùng, người thiểu số tin rằng vua Trời đã trao gươm thần cho Nhạc. Từ đấy, ông ta đi đến đâu, họ theo đến đấy. Các già làng bảo nhau giúp ông ta voi ngựa. Trai tráng các buôn, phây sắm lao, làm ná, mang gươm tới đầu quân, dựng cờ, đắp lũy, xây dựng chiến khu, chuẩn bị về xuôi sát cánh cùng quân của Nhạc đánh chiếm thành Quy Nhơn.
Dùng mưu chước để tự nhận mình là người được trời giao mệnh lớn, Nguyễn Nhạc đã tạo ra một đội quân trong những năm tháng đầu dựng nghiệp. Ở các buôn làng An Khê hiện nay vẫn lưu truyền phương ngôn "Sa khổng lồ, hồ Ông Nhạc", "Cánh đồng Cô Hầu, đàn trâu Ông Nhạc".

## Nguyễn Nhạc hạ thành Quy Nhơn
Việc hạ thành Quy Nhơn để khởi thanh thế của Nguyễn Nhạc đã là một câu chuyện kỳ lạ: ông ngồi vào cũi, giả vờ bị nhân dân bắt đem nộp quan tỉnh lấy thưởng. Quan Tuần phủ Quy Nhơn là Nguyễn Khắc Tuyên tưởng thật cho khiêng cũi vào thành, nhưng đến nửa đêm Nhạc tháo cũi chui ra mở cửa thành cho người của mình xông vào giết hết quan quân một cách bất ngờ, khiến họ trở tay không kịp. Tháng 9 năm ấy Thành Quy Nhơn lọt vào tay Tây Sơn, từ đấy anh em Nhạc, Huệ có một căn cứ để xuất phát đi các nơi khác. Trong số người Tàu tiếp tay cho họ có cả hai thương gia kiêm cả hải tặc là Lý Tài và Tập Đình cũng mộ quân theo.
Quân Tây Sơn đặt xong đại bản doanh ở đây, tổ chức binh đội có quy củ và trang bị khí giới rồi tiến ra Quảng Nam rồi chẳng bao lâu Quảng Ngãi, Bình Thuận cũng thuộc về Tây Sơn.

## Cuộc chiến với quân Trịnh
Chúa Trịnh ở Đàng Ngoài lợi dụng tình trạng hỗn loạn ở Đàng Trong, sai Hoàng Ngũ Phúc mang quân vào đánh. Hoàng Ngũ Phúc vượt sông Gianh đánh chiếm Phú Xuân. Nguyễn Phúc Thuần bỏ chạy vào Quảng Nam. Nguyễn Nhạc mang quân ra đánh Quảng Nam, Thuần thua trận vượt biển chạy vào Gia Định. Nguyễn Nhạc bắt được Nguyễn Phúc Dương, muốn nhân danh nghĩa của hoàng tử đang thất thế này để thu nạp thêm một số người trong các giới quân dân còn lại đang theo giúp Phúc Dương hoặc vẫn ủng hộ với dòng họ chúa Nguyễn.
Sau đó quân Tây Sơn đụng độ với Hoàng Ngũ Phúc ở Quảng Nam bị thua lớn, vì vậy phải xin hàng, nguyện làm tiên phong đánh Nguyễn. Hoàng Ngũ Phúc nhân danh Trịnh Sâm phong chức cho Nguyễn Nhạc.

## Tây Sơn đánh chiếm Nam Bộ
Phe Tây Sơn lúc này một bề xin phục tùng phe Bắc Hà và xin phụ trách ba phủ Quảng Ngãi, Quy Nhơn, Phú Yên lại xin lãnh cả việc truy kích phe chúa Nguyễn đang lưu vong ở Gia Định, một bề đem Đông cung Nguyễn Phúc Dương về An Thái và Hà Liêu để nếu cần sẽ lợi dụng Đông cung làm bù nhìn hầu hiệu triệu thần dân của chúa Nguyễn cho dễ. Hơn thế nữa, Tây Sơn còn bí mật liên lạc với Lưu thủ Long Hồ Tống Phúc Hiệp đang giữ trọng trách đương đầu với phe Trịnh trong khi chúa Nguyễn đi trốn. Hiệp lúc này có mặt ở Phú Yên. Nhạc gả con gái là Thọ Hương cho Đông cung và ép lên ngôi, nhưng bất thình lình Nhạc cho Huệ đánh úp Phú Yên. Quảng Nam lúc này mất mùa. Hai tướng của chúa Nguyễn còn lại là Tôn Thất Quyền và Tôn Thất Xuân không đủ quân lương cũng bỏ chạy nốt.
Chiếm được Quảng Nam, Tây Sơn tràn xuống Quy Nhơn vào mùa Đông năm Ất Mùi (1775). Qua năm sau Gia Định thất thủ bởi lực lượng của Nguyễn Lữ. Chúa Nguyễn chạy qua Biên Hòa sau nhờ được tướng Đỗ Thành Nhân chiếm lại được Gia Định. Nhưng lương thực và kho tàng ở đây đã bị quân Tây Sơn lấy hết sạch đem về Quy Nhơn.

## Tây Sơn tiêu diệt chúa Nguyễn
Bắt đầu từ 1776 thanh thế Tây Sơn lớn trông thấy. Nguyễn Nhạc cho đắp lại thành Chà Bàn làm kinh đô, dựng cung điện, định triều nghi ngang nhiên xưng Tây Sơn Vương, phong Nguyễn Lữ làm Thiếu phó, Nguyễn Huệ làm Long Nhương Tướng quân.
Cũng năm này, nhờ người Hoa là tướng Lý Tài – thủ lĩnh quân Hòa Nghĩa giúp đỡ, Đông Cung Nguyễn Phúc Dương trốn khỏi sự khống chế của Tây Sơn chạy vào Gia Định. Họ lập Dương lên làm Tân Chính Vương và chiếm được Gia Định nhưng đến năm Đinh Dậu (1777) thì bị Nguyễn Huệ đem quân vào đánh bắt và giết toàn bộ gia đình, dòng họ chúa Nguyễn, kể cả Tân Chính vương Nguyễn Phúc Dương lẫn Thái Thượng vương Nguyễn Phúc Thuần. Mối thù giữa quân Hòa Nghĩa và quân Tây Sơn chưa dừng ở đó, vài năm sau, vào năm 1782, quân Hòa Nghĩa của người Hoa vì giúp chúa Nguyễn (tức Nguyễn Ánh) nên tướng của quân Hòa Nghĩa là Trần Công Chương giết hộ giá Tây Sơn là Phạm Ngạn. Nguyễn Nhạc, Nguyễn Huệ tức giận, ra lệnh tàn sát toàn bộ người Minh Hương (tức người Hoa) ở Chợ Lớn, số người bị giết lên đến hơn 1 vạn người.
Sau khi thế lực chúa Nguyễn bị Tây Sơn tiêu diệt năm 1777, chỉ có một mình Nguyễn Phúc Ánh trốn thoát, vừa được 17 tuổi, là cháu của Đức Duệ Tông Định vương Nguyễn Phúc Thuần. Quân Tây Sơn đã thành công trong việc cưỡng bách người thừa kế của họ Nguyễn là Nguyễn Phúc Ánh, phải tìm nơi nương náu tạm thời tại một hòn đảo trong vịnh Thái Lan.

Tướng Nguyễn Huỳnh Đức của nhà Nguyễn

Năm sau (Mậu Tuất – 1778) Nguyễn Nhạc xưng đế lấy niên hiệu là Thái Đức, phong Huệ làm Long Nhương tướng quân. Sau 8 năm vất vả gian lao, Nguyễn Nhạc cũng bước lên ngai vàng Tây Sơn.
Vua Tây Sơn Thái Đức lo củng cố mọi vấn đề chính trị, xây dựng triều đình, lập các quy mô như các đế vương thì Nguyễn Huệ là người được trao quyền đại tướng. Tại Nam Bộ con cháu họ Nguyễn còn tiếp tục chiến đấu. Huệ bốn lần mang quân vào Gia Định và thành phố đã đổi chủ 7 lần. Nguyễn Ánh phải bỏ ra đảo Phú Quốc. Năm Quý Mão 1783 tướng Châu Văn Tiếp từ Phú Yên vào, cũng vượt cửa Cần Thơ, tính giải cứu Gia Định để đón chúa Nguyễn Ánh đã từ Phú Quốc trở về. Trong trận này một tướng tài của Nguyễn Ánh là Nguyễn Huỳnh Đức bị bắt. Bấy giờ ông có phận sự giữ đoạn hậu cho chúa Ánh chạy ra Côn Lôn. Nếu trời không mưa to gió lớn thì Ánh đã bị phò mã Tây Sơn bấy giờ là Trương Văn Đa bắt được. Thuyền của Tây Sơn bấy giờ bị đắm nhiều, quân Tây Sơn đành phải rút lui còn bản thân chúa Nguyễn lại trốn được ra Phú Quốc.

Khi Thái Thượng Vương và Tân Chính Vương bị bắt, thì người cháu Thái Thượng Vương là Nguyễn Phúc Ánh chạy thoát được. Đến khi Nguyễn Lữ và Nguyễn Huệ về Quy Nhơn rồi, Nguyễn Phúc Ánh lại cùng những tôi tớ tâm phúc lúc trước khởi binh từ đất Long Xuyên, tiến lên đến Sa Đéc, và cùng với quan chưởng dinh là Đỗ Thanh Nhân, quan cai đội Lê Văn Câu và các tướng là Nguyễn Văn Hoằng, Tống Phước Khuông, Tống Phước Lương về đánh đuổi quân Tây Sơn, lấy lại thành Sài Côn. Bấy giờ Nguyễn Phúc Ánh mới có 17 tuổi, các tướng đều tôn là

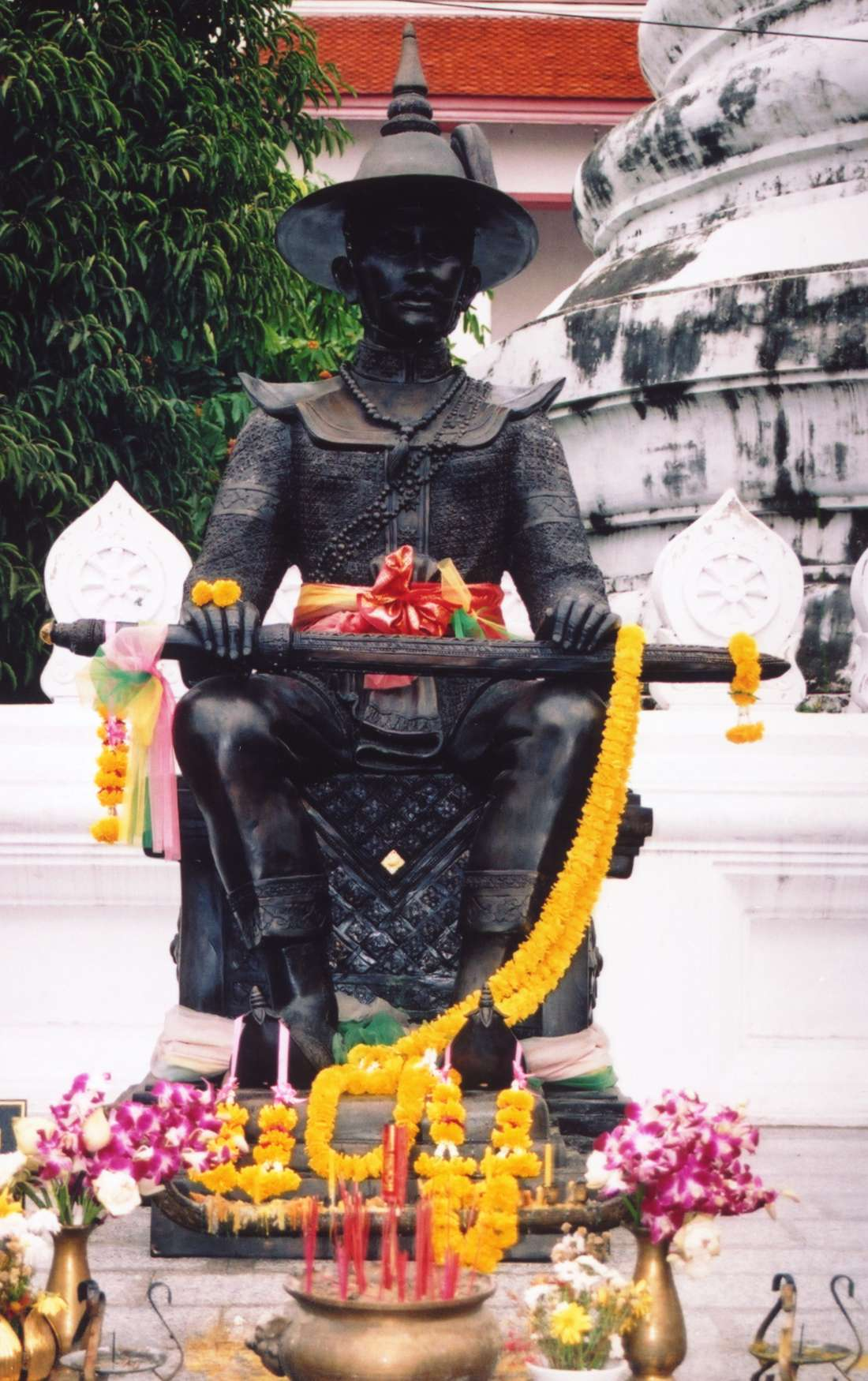
Tượng đài Quốc vương nước Xiêm Trịnh Quốc Anh

Chúa Nguyễn hòa hiếu với(1781) Xiêm La cho quân xâm lấn Chân Lạp (Cao Miên) theo lệnh của quốc vương Trịnh Quốc Anh. Hai tướng Chiêu Tăng và Chiêu Sương điều khiển binh sĩ kéo vào đất của Nặc In khi đó đặt dưới quyền bảo hộ của chúa Nguyễn. Nguyễn Ánh liền sai Chưởng cơ Nguyễn Hữu Thụy đem 3.000 quân sang Chân Lạp cứu nguy. Tại Chân Lạp, Chất Tri hoà giải với tướng Việt rồi đem quân trở về gây cuộc đảo chính quốc vương Trịnh Quốc Anh, giết đi và tự xưng vua lấy hiệu là Rama I.

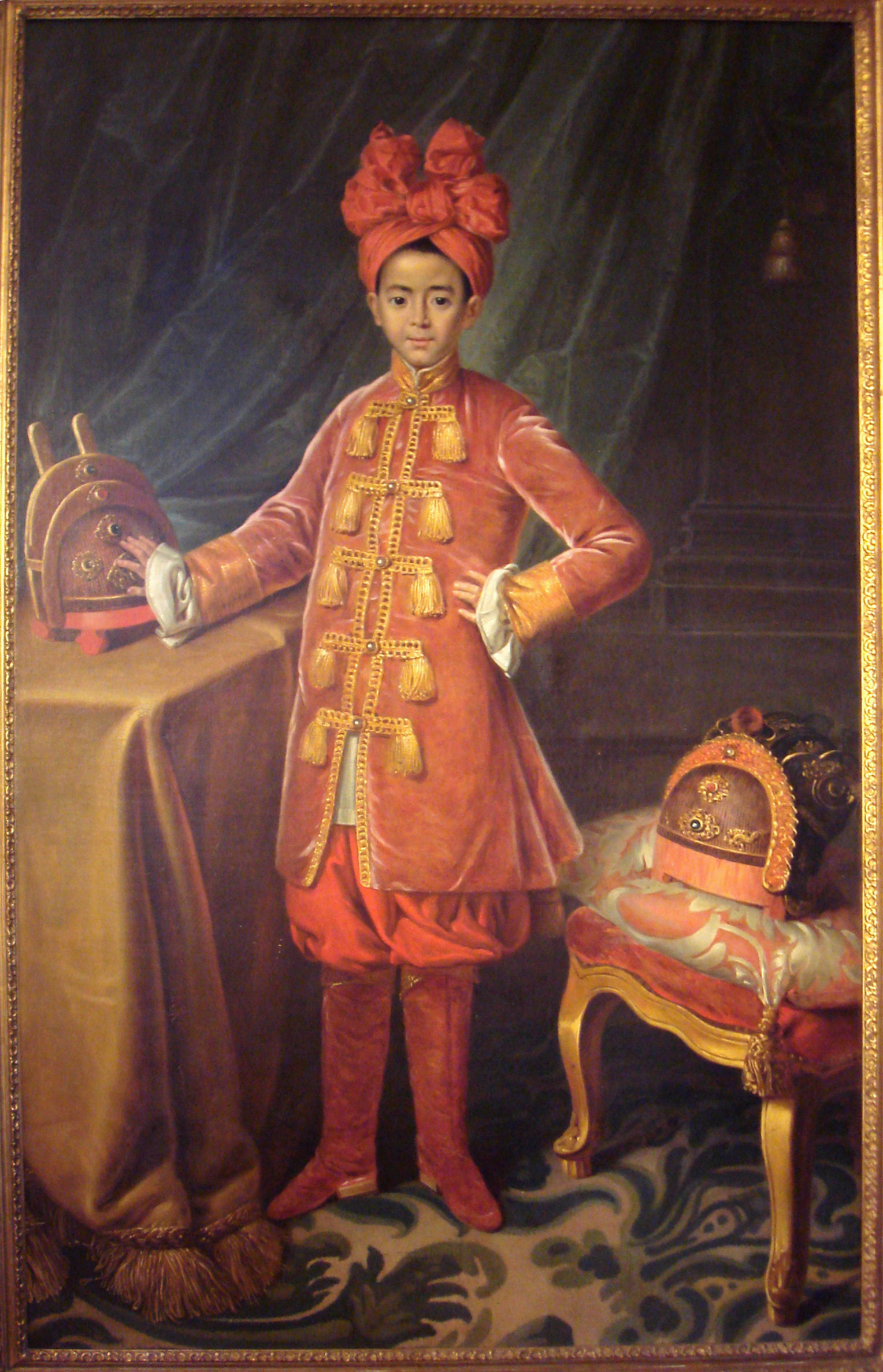
Chân dung hoàng tử Cảnh do họa sĩ Maupérin vẽ tại Pháp vào năm 1787

Tháng ba năm nhâm dần (1782) vua Tây Sơn là Nguyễn Nhạc và Nguyễn Huệ đem hơn 100 chiếc thuyền vào cửa Cần Giờ, đánh nhau với quân Nguyễn Vương ở Thất Kỳ Giang (tức Ngả Bảy). Quân Nguyễn phải bỏ Sài Gòn chạy về đất Tam Phụ (Ba Giồng), rồi ra lánh ở đảo Phú Quốc.
Khi quân Nguyễn Nhạc và Nguyễn Huệ về Quy Nhơn rồi, các tướng nhà Nguyễn lại nổi lên đánh quân Tây Sơn. Chúa Nguyễn Ánh về sửa sang mọi việc để chống giữ với Tây Sơn, nhưng qua năm sau vua Tây Sơn lại sai Nguyễn Lữ và Nguyễn Huệ đem binh vào đánh.

### Người Xiêm can thiệp giúp chúa Nguyễn
Nguyên lúc thất trận ở Sài Côn, tướng Châu Văn Tiếp chạy sang Xiêm La cầu cứu. Đến tháng 2 năm 1784, vua Xiêm đem thủy quân sang Hà Tiên, tìm Nguyễn Vương để mời sang bàn việc. Chúa Nguyễn lại tiếp được mật biểu của Châu Văn Tiếp, cho nên mới đến hội với tướng nước Xiêm, rồi cùng sang Bangkok xin binh cứu viện.
Xiêm Vương tiếp đãi Nguyễn Vương rất hậu, và sai hai tướng là Chiêu Tăng, Chiêu Sương đem hai vạn quân cùng 300 chiếc thuyền sang giúp quân chúa Nguyễn. Khi đánh quân Tây Sơn ở Mân Thít, Châu Văn Tiếp bị thương nặng mà mất. Từ đó quân Xiêm ỷ thế đi đến đâu quấy nhiễu dân sự, làm nhiều điều tàn ác.
Tướng Tây Sơn giữ đất Gia Định là Trương Văn Đa sai người về Quy Nhơn phi báo. Vua Tây Sơn sai Nguyễn Huệ đem binh vào chống giữ. Nguyễn Huệ vào đến Gia Định nhử quân Xiêm La đến gần Rạch Gầm và Xoài Mút rồi đánh một trận, giết quân Xiêm chỉ còn được vài nghìn người, chạy theo đường thượng đạo trốn về nước. Nguyễn Huệ sau đó đem binh đuổi theo quân chúa Nguyễn. Chúa Nguyễn bấy giờ hết cả lương thực, cùng với mấy người chạy về Trấn Giang, ra đảo Thổ Chu, đảo Cổ Cốt, rồi sang Xiêm La.
Sau đó Nguyễn Huệ đem quân về Quy Nhơn để đô đốc là Đặng Văn Chân ở lại trấn đất Gia Định.

## Hoán đổi lực lượng hai bên
- Đỗ Nhàn Trập trước theo chúa Nguyễn, sau chủ tướng bị Nguyễn Ánh giết nên bỏ sang Tây Sơn năm 1782 (?)
- Hộ bộ Lãnh (hoặc Hộ bộ Bá) trước theo chúa Nguyễn, sau chủ tướng bị Nguyễn Ánh giết nên bỏ sang Tây Sơn năm 1782?, kết cục sau không rõ
- Lý Tài trước theo Tây Sơn, năm 1775 về hàng chúa Nguyễn, sau bị tướng Đỗ Thanh Nhơn của chúa Nguyễn giết chết năm 1777
- Lê Danh Phong trước theo Tây Sơn, sau chịu hàng chúa Nguyễn năm 1801 (?)
- Lê Chất trước theo Tây Sơn, sau sang hàng chúa Nguyễn năm 1799
- Lê Văn Thanh trước theo Tây Sơn, sau bị bao vây rồi đầu hàng quân Nguyễn, rồi trốn về lại với Tây Sơn, khi Tây Sơn thua lại ra hàng quân Nguyễn năm 1801
- Lê Xuân Giác trước theo chúa Nguyễn, khi Nguyễn Ánh cầu viện quân Xiêm thì bỏ theo Tây Sơn, kết cục sau không rõ
- Nguyễn Bảo con trưởng Nguyễn Nhạc, vì muốn tranh giành ngôi vua Cảnh Thịnh nên sang hàng chúa Nguyễn, sau bị quân Cảnh Thịnh giết chết năm 1798
- Nguyễn Kế Nhuận trước theo Tây Sơn, sau hàng chúa Nguyễn năm 1787
- Nguyễn Huỳnh Đức trước theo chúa Nguyễn, bị bắt theo Tây Sơn năm 1783, sau bỏ trốn về lại với chúa Nguyễn năm 1786
- Nguyễn Công Thái trước theo Tây Sơn, sau hàng chúa Nguyễn năm 1793 (?)
- Nguyễn Văn Thiệu trước theo Tây Sơn, sau sang hàng chúa Nguyễn năm 1793 (?)
- Nguyễn Văn Điểm trước theo Tây Sơn, sang hàng chúa Nguyễn năm 1799, rồi về lại với Tây Sơn năm 1800
- Nguyễn Văn Trương trước theo phò Nguyễn Lữ, sau về hàng chúa Nguyễn năm 1787
- Nguyễn Tăng Long trước theo chúa Nguyễn, sau theo Tây Sơn năm 1783
- Phạm Văn Điềm theo Tây Sơn, trá hàng quân chúa Nguyễn khi thành Hoàng Đế thất thủ, rồi về lại với Tây Sơn
- Từ Văn Chiêu trước theo Tây Sơn, chạy sang chúa Nguyễn năm 1795, sau về lại Tây Sơn năm 1800
- Từ Văn Tú theo phò Nguyễn Văn Bảo nên chịu theo hàng quân Nguyễn, sau bị quân Cảnh Thịnh giết chết cùng Nguyễn Văn Bảo năm 1798

## Các tướng tử trận hoặc bị sát hại
Đây là danh sách các tướng lĩnh tử trận hoặc bị sát hại trong cuộc nội chiến Tây Sơn – Chúa Nguyễn từ 1771 đến 1802.

### Tây Sơn
- Chưởng tiền Bảo tử trận khi giao chiến với quân Xiêm năm 1784
- Bùi Thị Nhạn hộ giá vua Cảnh Thịnh chạy ra bắc, bị quân Nguyễn bắt, không chịu nhục bà tự sát năm 1802
- Bùi Thị Xuân tận lực giúp nhà Tây Sơn đến phút cuối, sau khi nhà Tây Sơn sụp đổ, bà bị Nguyễn Ánh xử tử năm 1802
- Đặng Xuân Bảo quyết chí đánh trả Nguyễn Ánh, bị quân Nguyễn bắt, sau tuyệt thực đến chết năm 1802
- Đào Công Giản tận trung với nhà Tây Sơn, bị quân Nguyễn bắt rồi sau bệnh chết năm 1801
- Đào Văn Hổ tử trận khi giao chiến với quân Nguyễn năm 1793?
- Hồ Văn Tự tử trận khi giao chiến với quân Nguyễn năm 1801?
- Huỳnh Thị Cúc tử trận khi giao chiến với quân Nguyễn năm 1802
- Lê Trung bị vua Cảnh Thịnh giết năm 1798
- Lê Văn Hưng bị vua Cảnh Thịnh giết hại vì nghi kỵ năm 1798 (tuy nhiên có nguồn thông tin cho biết Lê Văn Hưng thoát chết và sau này tử chiến với quân Nguyễn đến phút cuối, sau bị Nguyễn Ánh xử tử)
- Nguyễn Học tử trận năm 1782
- Nguyễn Văn Điểm bị quân Nguyễn bắt và xử tử năm 1801
- Nguyễn Hữu Chỉnh được Nguyễn Huệ cho làm trấn thủ Nghệ An, nhưng sau tỏ ý chuyên quyền, bị Vũ Văn Nhậm nghe lệnh Nguyễn Huệ giết chết năm 1787
- Nguyễn Văn Duệ theo Nguyễn Nhạc, sau bị Nguyễn Huệ giết năm 1786
- Nguyễn Văn Danh bị quân Nguyễn bắt và xử tử năm 1802
- Nguyễn Văn Huấn bị vua Cảnh Thịnh giết năm 1798
- Nguyễn Văn Tuyết tận lực giúp nhà Tây Sơn đến phút cuối, tử trận khi giao chiến với quân Nguyễn năm 1802
- Nguyễn Thị Dung ở lại cản quân Nguyễn để vua Cảnh Thịnh chạy trốn, bị quân Nguyễn bắt, không chịu nhục bà tự sát năm 1802
- Nguyễn Quang Thùy con vua Quang Trung, bị quân Nguyễn vây đuổi, thắt cổ tự vẫn năm 1802
- Ngô Văn Sở bị dìm chết vì bị cho là thông đồng với quyền thần Bùi Đắc Tuyên năm 1795
- Phạm Văn Trị bị bắt và xử tử năm 1801
- Phạm Ngạn tử trận khi giao chiến với tướng chúa Nguyễn Trần Công Chương năm 1782
- Phạm Văn Tham bị Nguyễn Ánh giết chết năm 1789
- Phạm Văn Điềm bị quân Nguyễn bắt rồi bị tướng Lê Văn Duyệt giết chết năm 1801
- Từ Văn Chiêu bị quân Nguyễn bắt sống năm 1802, kết cục sau không rõ nhưng có khả năng bị Nguyễn Ánh giết cùng các tướng lĩnh Tây Sơn khác
- Trần Quang Diệu tận lực giúp nhà Tây Sơn đến phút cuối, sau khi nhà Tây Sơn sụp đổ ông bị Nguyễn Ánh dụ hàng nhưng không theo, rồi bị xử tử năm 1802
- Trần Văn Kỷ tận trung với nhà Tây Sơn đến phút cuối, bị quân Nguyễn bắt sau khi nhà Tây Sơn sụp đổ, ông nhảy xuống sông tuẫn tiết năm 1801
- Trịnh Nhất vốn là hải tặc Trung Hoa, bị Nguyễn Ánh chém đầu năm 1802
- Vũ Văn Nhậm theo lệnh Nguyễn Huệ ra Bắc Hà diệt Nguyễn Hữu Chỉnh, nhưng sau lại kiêu căng, bị Nguyễn Huệ giết năm 1788
- Vũ Văn Dũng tận lực giúp nhà Tây Sơn đến phút cuối, bị Nguyễn Ánh bắt và xử tử năm 1802
- Vũ Văn Thành tử chiến tới phút cuối với quân Nguyễn tại Trận Thị Nại năm 1801
- Võ Đình Tú tử chiến với quân Nguyễn, trúng đạn rồi hy sinh năm 1799

### Chúa Nguyễn
- Châu Văn Tiếp bị quân Tây Sơn đâm trọng thương rồi qua đời năm 1784
- Cao Phước Trí nghe lệnh Nguyễn Ánh sang Xiêm La cầu viện, nhưng giữa đường gặp quân Chân Lạp hợp tác với Tây Sơn giết chết năm 1782
- Đỗ Bảng tướng tâm phúc của Đỗ Thanh Nhơn, trước theo chúa Nguyễn, sau dấy binh chống lại Nguyễn Ánh trả thù cho chủ, sau bị quân Nguyễn Ánh giết chết năm 1780
- Dương Công Trừng bị quân Tây Sơn bắt sống, sau bị Nguyễn Nhạc xử chém năm 1783
- Đặng Văn Lượng bị tướng Tây Sơn Nguyễn Văn Kim chém chết khi cùng quân Xiêm tiến vào Nam Hà năm 1784
- Đỗ Thành Nhơn bị Nguyễn Ánh cho người sát hại năm 1781
- Hồ Công Siêu tử trận năm 1782
- Lý Tài bị Đỗ Thanh Nhơn giết năm 1777
- Lâm Đồ nghe lệnh chúa Nguyễn đem chở gạo ra giúp quân Thanh nhưng bị bão làm đắm chết năm 1789?
- Lê Danh Phong trước theo Tây Sơn nhưng sau chịu hàng chúa Nguyễn nhưng rồi bị nghi ngờ và sát hại (có thông tin ông vốn trung thành với nhà Tây Sơn và chỉ giả vờ hàng để phá quân Nguyễn nhưng chưa kịp thì bị giết)
- Lê Văn Quân lục đục với nội bộ chúa Nguyễn, sau uất hận uống thuốc độc tự vẫn năm 1791
- Lê Phước Điển hy sinh mặc áo ngữ cho Nguyễn Ánh chạy trốn, bị quân Tây Sơn giết vì tưởng là Nguyễn Ánh năm 1783
- Lục Côn tướng quân Xiêm tử trận khi giao chiến với quân Tây Sơn năm 1784
- Mạc Tử Dung theo lệnh chúa Nguyễn đi sứ sang Xiêm, bị vua Xiêm bắt giết năm 1780
- Mạc Tử Sanh tử trận năm 1788
- Manuel (Mạn Hòe) cai cơ người Pháp bị Nguyễn Huệ giết năm 1782
- Nguyễn Kim Phẩm bị tướng nổi loạn Trần Hưng sát hại năm 1783
- Nguyễn Phúc Thuần chúa Nguyễn thứ 9, bị Nguyễn Huệ bắt giết năm 1777
- Nguyễn Phúc Dương chúa Nguyễn thứ 10, vốn do quân Tây Sơn lập ra làm chúa bù nhìn để tranh thủ lòng dân, bỏ trốn vào Gia Định, sau bị Nguyễn Lữ bắt giết năm 1777
- Nguyễn Phước Mân tử trận năm 1782
- Nguyễn Văn Hiền bị Nguyễn Huệ bắt giết năm 1777
- Nguyễn Văn Oai tử trận khi cùng quân Xiêm đánh Tây Sơn năm 1784
- Ngô Tùng Châu tử thủ thành Quy Nhơn với Võ Tánh, liệu chống không nổi quân Tây Sơn nên uống thuốc độc chết theo thành năm 1801
- Tống Viết Phước bị quân Tây Sơn phục kích và bắt sống, sau bị tướng Tây Sơn Từ Văn Chiêu chém đầu năm 1801
- Tống Phước Nghĩa bị tướng Tây Sơn Nguyễn Quang Huy chém chết năm 1799
- Tống Phước Hiệp chống lại quân Nguyễn Lữ thì lâm bệnh qua đời năm 1776
- Tống Phước Hòa cố gắng cứu Nguyễn Phúc Thuần và Nguyễn Phúc Dương nhưng không thành, rồi tự sát năm 1777
- Tống Phước Thiêm bị thuộc hạ của Đỗ Thanh Nhơn giết chết để báo thù năm 1782
- Tống Văn Khôi bị Nguyễn Huệ bắt giết năm 1777
- Tống Văn Phước tử trận khi đánh dẹp thuộc hạ của Đỗ Thanh Nhơn năm 1781?
- Trần Đĩnh lục đục nội bộ với tướng Tôn Thất Cốc nên bị sát hại năm 1783
- Trần Văn Thức bị Nguyễn Nhạc bắt giết năm 1777
- Trần Xuân Trạch nghe lệnh Nguyễn Ánh sang Xiêm La cầu viện, nhưng giữa đường gặp quân Chân Lạp hợp tác với Tây Sơn giết chết năm 1782
- Võ Nhàn tướng tâm phúc của Đỗ Thanh Nhơn, trước theo chúa Nguyễn, sau dấy binh chống lại Nguyễn Ánh trả thù cho chủ, sau bị quân Nguyễn Ánh giết chết năm 1780
- Võ Tánh tử thủ thành Quy Nhơn chống lại Trần Quang Diệu của Tây Sơn, tuẫn tiết theo thành năm 1801
- Võ Di Nguy tử trận khi giao chiến với quân Tây Sơn tại Trận Thị Nại năm 1801